# Abraeomorphus indosinensis
Abraeomorphus indosinensis är en skalbaggsart som beskrevs av Miłosz A. Mazur 1990. Abraeomorphus indosinensis ingår i släktet Abraeomorphus och familjen stumpbaggar. Inga underarter finns listade i Catalogue of Life.